# Angela Paton
Angela Paton (Brooklyn, 11 de janeiro de 1930 — Oakland, 26 de maio de 2016) foi uma atriz estadunidense de teatro, cinema e televisão, e ainda diretora e produtora teatral, mais conhecida por figurações como a que fez na comédia romântica Feitiço do Tempo em que atuou ao lado de Bill Murray. Foi casada com o professor de teatro Bob Goldsby.

## Biografia
Paton atuou em mais de noventa filmes para cinema e televisão ao longo de uma carreira que teve início quando ela já tinha mais de cinquenta anos de idade; antes disto ela teve uma longa e profícua carreira teatral, havendo fundado um teatro em Berkeley.
Além de Feitiço do Tempo, atuou em Lolita (1997) e mais recentemente foi creditada em American Wedding (2003).
Paton morreu de complicações após um ataque cardíaco.